# Баллинали
Баллинали (англ. Ballinalee; ирл. Béal Áthana Lao, «устье телячьего брода») — деревня в Ирландии, находится в графстве Лонгфорд (провинция Ленстер).
В 1798 в городе произошли массовые убийства военнопленных ирландцев после битвы у Баллинамакка.

## Демография
Население — 151 человек (по переписи 2006 года).
Данные переписи 2006 года:
| Общие демографические показатели |               |                               |                               |      |      |
| Всё население                    | Всё население | Изменения населения 2002—2006 | Изменения населения 2002—2006 | 2006 | 2006 |
| 2002                             | 2006          | чел.                          | %                             | муж. | жен. |
| -                                | 151           | 151                           | -                             | 65   | 86   |